# 735 (szám)
A 735 (római számmal: DCCXXXV) egy természetes szám.

## A szám a matematikában
A tízes számrendszerbeli 735-ös a kettes számrendszerben 1011011111, a nyolcas számrendszerben 1337, a tizenhatos számrendszerben 2DF alakban írható fel.
A 735 páratlan szám, összetett szám, Harshad-szám, Zuckerman-szám, a legkisebb szám, aminek tízes számrendszerben a számjegyei és a prímosztói megegyeznek. Kanonikus alakban a 31 · 51 · 72 szorzattal, normálalakban a 7,35 · 102 szorzattal írható fel. Tizenkét osztója van a természetes számok halmazán, ezek növekvő sorrendben: 1, 3, 5, 7, 15, 21, 35, 49, 105, 147, 245 és 735.